# Kempynus digoniostigma
Kempynus digoniostigma is een insect uit de familie watergaasvliegen (Osmylidae), die tot de orde netvleugeligen (Neuroptera) behoort. 
Kempynus digoniostigma is voor het eerst wetenschappelijk beschreven door Oswald in 1994. De soort komt voor in Argentinië en Chili.